# Treinta y Tres
Treinta y Tres (špa.: Trideset tri (33)) je grad (ciudad) i sjedište istoimenog departmana na istoku Urugvaja. Ime grada u doslovnom prijevodu znači Trideset tri, a ime je dobio po Trideset tri Istočnjaka, vojnoj revolucionarnoj jedinici iz 19. stoljeća, koja se borila za urugvajsku neovisnost. Neki pak smatraju da je ime dobio po 33. paraleli na kojoj se grad nalazi.
Grad se nalazi na obalama sjevernoga toka rijeke Olimar. Gotovo ga u cijelosti oplakuje rubno prigradsko naselje Ejido de Treinta y Tres, poznato po rančevima na kojima se uzgajaju riža, kukuruz i povrće.
Današnje područje grada je državnim nalogom 10. ožujka 1853. proglasilo seo (pueblo) pod nazivom Treinta y Tres, na čast svih poginulih u borbi za neovisnost. 20. rujna 1884. postaje sjedište novoosnovanog departmana, ali tek 19. srpnja 1909. dobiva status gradića odnosno manjeg grada (villa). Današnji punopravni status grada (ciudad) dobiva 29. rujna 1915.

## Stanovništvo
Prema popisu stanovnika iz 2011. godine sam grad ima 25.477 stanovnika, ali kada se pribroje rubna prigradska naselja Villa Sara i Ejido de Treinta y Tres te okolni zaselci, grad ima 33.000 stanovnika. No niti pribrajanje okolnih naseljenih mjesta ne može prikriti prirodni pad, koji se od popisa iz 2004. godine blago povećao.
| Godina | Stanovništvo |
| ------ | ------------ |
| 1908.  | 7.718        |
| 1963.  | 22.557       |
| 1975.  | 23.488       |
| 1985.  | 25.116       |
| 1996.  | 26.390       |
| 2004.  | 25.711       |
| 2011.  | 25.477       |

- Izvor: Državni statistički zavod Urugvaja.[3]

## Poznate osobe
- Darío Silva - nogometaš
- Julio C. da Rosa - pisac kratkih priča i romanopisac
- Maestro Rubén Lena - učitelj, književnik, pjesnik
- Serafín J. García - pjesnik, esejist i pisac kratkih priča
- Pepe Guerra - glazbenik
- Emiliano Alfaro - nogometaš

## Vanjske poveznice
- (šp.) Službene stranice grada  Arhivirana inačica izvorne stranice od 19. travnja 2016. (Wayback Machine)
- (šp.) Departman Treinta y Tres - službene stranice  Arhivirana inačica izvorne stranice od 28. siječnja 2006. (Wayback Machine)
- (šp.) Nuestra Terra, Colección Los Departamentos, Vol.4 "Treinta y Tres"  Arhivirana inačica izvorne stranice od 22. ožujka 2016. (Wayback Machine)